# Beierolpium soudanense soudanense
Beierolpium soudanense soudanense es una subespecie de arácnido del orden Pseudoscorpionida de la familia Olpiidae.

## Distribución geográfica
Se encuentra en Malí.